# گلورد بزرگ
گلوردبزرگ، روستایی است از توابع بخش مرکزی شهرستان نکا در استان مازندران ایران.

## جمعیت
این روستا در دهستان پی‌رجه قرار دارد و براساس سرشماری مرکز آمار ایران در سال ۱۳۹۰، جمعیت آن ۲۰۲ نفر (۵۶ خانوار) بوده‌است. مردم گلورد بزرگ از قومیت طبری هستند. مردم گلورد بزرگ به زبان طبری (مازندرانی) سخن می‌گویند.